# Florentin, Tarn

Florentin este o comună în departamentul Tarn din sudul Franței. În 2009 avea o populație de 692 de locuitori.

## Evoluția populației
| An        | 1975 | 1982 | 1990 | 1999 | 2006 | 2009 |
| --------- | ---- | ---- | ---- | ---- | ---- | ---- |
| Populație | 440  | 475  | 553  | 582  | 662  | 692  |